# Cheiloneurus kanagawaensis
Cheiloneurus kanagawaensis is een vliesvleugelig insect uit de familie Encyrtidae. De wetenschappelijke naam is voor het eerst geldig gepubliceerd in 1928 door Ishii.